# Barcelona (provins)
 For alternative betydninger, se Barcelona (flertydig). (Se også artikler, som begynder med Barcelona)
Barcelona er den mest befolkede af de fire provinser i den spanske autonome region Catalonien. Hovedstaden i provinsen er byen med samme navn, Barcelona. Provinsen Barcelona har 5.309.404 indbyggere (2006).

## Comarques
Comarca er betegnelsen på en type regionalt forvaltningsområde i Spanien der svarer nogenlunde til et amt eller et grevskab. Provinsen Barcelona består af følgende comarques:
| Comarca           | Areal        | Befolkning      | Befolkningstæthed | Kommuner | Hovedstad               |
| ----------------- | ------------ | --------------- | ----------------- | -------- | ----------------------- |
| Alt Penedès       | 592,77 km²   | 89.444 indb.    | 151 indb./km²     | 27       | Villafranca del Penedès |
| Anoia             | 866,6 km²    | 101.748 indb.   | 117 indb./km²     | 33       | Igualada                |
| Bages             | 1.295,2 km²  | 165.123 indb.   | 127 indb./km²     | 35       | Manresa                 |
| Baix Llobregat    | 486,5 km²    | 692.892 indb.   | 1.424 indb./km²   | 30       | Sant Feliu de Llobregat |
| Barcelonès        | 145,54 km²   | 2.093.670 indb. | 14.386 indb./km²  | 5        | Barcelona               |
| Berguedà          | 1.182,46 km² | 39.224 indb.    | 33 indb./km²      | 31       | Berga                   |
| Garraf            | 184,10 km²   | 122.229 indb.   | 667 indb./km²     | 6        | Vilanova i la Geltrú    |
| Maresme           | 396,9 km²    | 398.502 indb.   | 999 indb./km²     | 30       | Mataró                  |
| Osona             | 1.260,12 km² | 138.630 indb.   | 110 indb./km²     | 51       | Vic                     |
| Vallès Occidental | 583,17 km²   | 736.382 indb.   | 1.399 indb./km²   | 23       | Sabadell / Terrassa     |
| Vallès Oriental   | 851,9 km²    | 321.431 indb.   | 377 indb./km²     | 43       | Granollers              |